# ویتایا پانسینگام
ویتایا پانسینگام (تایلندی: วิทยา ปานศรีงาม؛ ‏ آوانویسی آرتی‌جی‌اس: witthaya pansi-ngam؛ ‏ زادهٔ ۱۱ اوت ۱۹۵۹) بازیگر اهل تایلند است. وی دانش‌آموختهٔ رشتهٔ طراحی گرافیک در مؤسسه فناوری نیویورک است و از سال ۲۰۱۰ میلادی تاکنون مشغول فعالیت هنری بوده است. وی کمربند سیاه دان ۵ رشتهٔ کن‌دو را دارد و در حال حاضر رئیس «باشگاه کِن‌دوی تایلند» است. او در سال ۲۰۱۴ برندهٔ جایزهٔ بهترین بازیگر مرد در جشنواره بین‌المللی فیلم شانگهای شد.
از فیلم‌ها یا برنامه‌های تلویزیونی که وی در آن نقش داشته است می‌توان به لارگو وینچ ۲، خماری: قسمت دوم، فقط خدا می‌بخشد، نینجا: سایه یک قطره اشک، طوفان سفید، مکانیک: رستاخیز، پارادوکس، نیایش پیش از سپیده‌دم، مگ، تخریب، سرجیو، سیزده زندگی، خارجی و ۴ پادشاه دوم اشاره کرد.